# バックツーバック接続
バックツーバック接続 とは、同じ機器同士、あるいはそれに似通った機器同士が直接接続していることを指す。

## 通信
ルーター同士をシリアルケーブルで接続することをバックツーバック接続という。

## 送電
送電におけるバックツーバック接続とは、二つのコンバータの直流側をつないだもので、両端が同じ開閉所にある高電圧直流（HVDC）システムである。これは、非同期で動作する電力グリッドを結合するため、またはDC送電線が不要な異なる周波数の電力グリッドを接続するために使用される。